# Trésorier des États-Unis
Ne doit pas être confondu avec Secrétaire du Trésor des États-Unis.
Le trésorier des États-Unis est un fonctionnaire du département du Trésor des États-Unis.

## Histoire
Le trésorier des États-Unis est initialement chargé de la réception et de la garde des fonds publics, bien que nombre de ces fonctions aient été ensuite confiées à différents autres bureaux du département. En 1981, la responsabilité de la surveillance du Bureau de la gravure et de l'imprimerie, de la Monnaie des États-Unis et de la Division des obligations d'épargne des États-Unis (devenu le Bureau des obligations d'épargne du Bureau de la dette publique) lui est assignée. En 2002, le poste subit une réorganisation majeure. Le trésorier conseille désormais le directeur de la Monnaie, le directeur du Bureau de la gravure et de l'impression, le secrétaire adjoint et le secrétaire du Trésor sur les questions de frappe et de production de monnaie par les États-Unis.
La signature du trésorier, ainsi que celle du secrétaire du Trésor, figurent sur les billets de banque américains.
Le président Harry S. Truman nomme Georgia Neese Clark en 1949, qui devient la première femme à accéder à ce poste. Par la suite, uniquement des femmes lui ont succédé (dont sept Hispano-Américaines), cela étant devenu une tradition pour le président des États-Unis de nommer une personnalité féminine à cette fonction. Il s'agit cependant d'un poste davantage honorifique que celui de secrétaire du Trésor, lequel joue un rôle important sur les finances du pays, bien que le fait que ce poste ait été occupé uniquement par des femmes depuis la fin des années 1940 peut jouer comme mise en valeur de figures de proue féminines dans le monde économique. En 2025, Donald Trump nomme un homme à ce poste, Brandon Beach (en), la première fois depuis 1949.
L'exigence de confirmation par le Sénat pour cette nomination est supprimée le 10 août 2012.

## Liste des trésoriers
| N°                   | Nom | Dates                                                                    | Président des États-Unis                                                                         |
| -------------------- | --- | ------------------------------------------------------------------------ | ------------------------------------------------------------------------------------------------ |
| 1                    | Michael Hillegas | 20 juillet 1775 – 11 septembre 1789 (14 ans, 44 jours)                   | George Washington (également en poste sous le Congrès de la Confédération)                       |
| 1                    | Michael Hillegas est en poste conjointement avec George Clymer jusqu'au 6 août 1776. Le titre du poste étant « trésorier des Colonies unies » (Treasurer of the United Colonies) jusqu'en mai 1777. |                                                                          |                                                                                                  |
| 2                    | Samuel Meredith | 11 septembre 1789 – 1er décembre 1801 (12 ans, 81 jours)                 | George Washington John Adams Thomas Jefferson                                                    |
| 3                    | Thomas T. Tucker | 1er décembre 1801 – 2 mai 1828 (26 ans, 153 jours) (mandat le plus long) | Thomas Jefferson James Madison James Monroe John Quincy Adams                                    |
| vacance de 33 jours  | |                                                                          |                                                                                                  |
| 4                    | William Clark | 4 juin 1828 – 26 mai 1829 (356 jours)                                    | John Quincy Adams Andrew Jackson                                                                 |
| 5                    | John Campbell | 26 mai 1829 – 20 juillet 1839 (10 ans, 55 jours)                         | Andrew Jackson Martin Van Buren                                                                  |
| vacance de 2 jours   | |                                                                          |                                                                                                  |
| 6                    | William Selden | 22 juillet 1839 – 23 novembre 1850 (11 ans, 124 jours)                   | Martin Van Buren William Henry Harrison John Tyler James K. Polk Zachary Taylor Millard Fillmore |
| vacance de 4 jours   | |                                                                          |                                                                                                  |
| 7                    | John Sloane | 27 novembre 1850 – 1er avril 1853 (2 ans, 125 jours)                     | Millard Fillmore Franklin Pierce                                                                 |
| vacance de 3 jours   | |                                                                          |                                                                                                  |
| 8                    | Samuel L. Casey | 4 avril 1853 – 22 décembre 1859 (6 ans, 262 jours)                       | Franklin Pierce James Buchanan                                                                   |
| vacance de 68 jours  | |                                                                          |                                                                                                  |
| 9                    | William C. Price | 28 février 1860 – 21 mars 1861 (1 an, 21 jours)                          | James Buchanan Abraham Lincoln                                                                   |
| 10                   | Francis E. Spinner | 16 mars 1861 – 30 juillet 1875 (14 ans, 136 jours)                       | Abraham Lincoln Andrew Johnson Ulysses S. Grant                                                  |
| 11                   | John C. New | 30 juin 1875 – 1er juillet 1876 (1 an, 1 jour)                           | Ulysses S. Grant                                                                                 |
| 12                   | A. U. Wyman | 1er juillet 1876 – 30 juin 1877 (364 jours)                              | Ulysses S. Grant Rutherford B. Hayes                                                             |
| 13                   | James Gilfillan | 1er juillet 1877 – 31 mars 1883 (5 ans, 273 jours)                       | Rutherford B. Hayes James A. Garfield Chester A. Arthur                                          |
| 14                   | A. U. Wyman | 1er avril 1883 – 30 avril 1885 (2 ans, 29 jours)                         | Chester A. Arthur Grover Cleveland                                                               |
| 15                   | Conrad N. Jordan | 1er mai 1885 – 23 mars 1887 (1 an, 326 jours)                            | Grover Cleveland                                                                                 |
| vacance de 62 jours  | |                                                                          |                                                                                                  |
| 16                   | James W. Hyatt | 24 mai 1887 – 10 mai 1889 (1 an, 351 jours)                              | Grover Cleveland Benjamin Harrison                                                               |
| 17                   | James N. Huston | 11 mai 1889 – 24 avril 1891 (1 an, 348 jours)                            | Benjamin Harrison                                                                                |
| 18                   | Enos H. Nebecker | 25 avril 1891 – 31 mai 1893 (2 ans, 36 jours)                            | Benjamin Harrison Grover Cleveland                                                               |
| 19                   | Daniel N. Morgan | 1er juin 1893 – 30 juin 1897 (4 ans, 29 jours)                           | Grover Cleveland William McKinley                                                                |
| 20                   | Ellis H. Roberts | 1er juillet 1897 – 30 juin 1905 (7 ans, 364 jours)                       | William McKinley Theodore Roosevelt                                                              |
| 21                   | Charles H. Treat | 1er juillet 1905 – 30 octobre 1909 (4 ans, 121 jours)                    | Theodore Roosevelt William Howard Taft                                                           |
| 22                   | Lee McClung | 1er novembre 1909 – 21 novembre 1912 (3 ans, 20 jours)                   | William Howard Taft                                                                              |
| 23                   | Carmi A. Thompson | 22 novembre 1912 – 31 mars 1913 (129 jours) (mandat le moins long)       | William Howard Taft Woodrow Wilson                                                               |
| 24                   | John Burke | 1er avril 1913 – 5 janvier 1921 (7 ans, 279 jours)                       | Woodrow Wilson                                                                                   |
| vacance de 117 jours | |                                                                          |                                                                                                  |
| 25                   | Frank White | 2 mai 1921 – 1er mai 1928 (6 ans, 365 jours)                             | Warren G. Harding Calvin Coolidge                                                                |
| vacance de 30 jours  | |                                                                          |                                                                                                  |
| 26                   | Harold Theodore Tate | 31 mai 1928 – 17 janvier 1929 (231 jours)                                | Calvin Coolidge                                                                                  |
| 27                   | W. O. Woods | 18 janvier 1929 – 31 mai 1933 (4 ans, 133 jours)                         | Calvin Coolidge Herbert Hoover Franklin Delano Roosevelt                                         |
| 28                   | William Alexander Julian | 1er juin 1933 – 29 mai 1949 (15 ans, 362 jours)                          | Franklin D. Roosevelt Harry S. Truman                                                            |
| vacance de 23 jours  | |                                                                          |                                                                                                  |
| 29                   | Georgia Neese Clark | 21 juin 1949 – 27 janvier 1953 (3 ans, 220 jours)                        | Harry S. Truman Dwight D. Eisenhower                                                             |
| 30                   | Ivy Baker Priest | 28 janvier 1953 – 29 janvier 1961 (8 ans, 1 jour)                        | Dwight D. Eisenhower John F. Kennedy                                                             |
| 31                   | Elizabeth Rudel Smith | 30 janvier 1961 – 13 avril 1962 (1 an, 73 jours)                         | John F. Kennedy                                                                                  |
| vacance de 265 jours | |                                                                          |                                                                                                  |
| 32                   | Kathryn E. Granahan | 3 janvier 1963 – 22 novembre 1966 (3 ans, 323 jours)                     | John F. Kennedy Lyndon B. Johnson                                                                |
| vacance de 898 jours | |                                                                          |                                                                                                  |
| 33                   | Dorothy Andrews Elston Kabis | 8 mai 1969 – 3 juillet 1971 (2 ans, 56 jours)                            | Richard Nixon                                                                                    |
| vacance de 167 jours | |                                                                          |                                                                                                  |
| 34                   | Romana Acosta Bañuelos | 17 décembre 1971 – 14 février 1974 (2 ans, 59 jours)                     | Richard Nixon                                                                                    |
| vacance de 127 jours | |                                                                          |                                                                                                  |
| 35                   | Francine Irving Neff | 21 juin 1974 – 19 janvier 1977 (2 ans, 212 jours)                        | Richard Nixon Gerald Ford                                                                        |
| vacance de 236 jours | |                                                                          |                                                                                                  |
| 36                   | Azie Taylor Morton | 12 septembre 1977 – 20 janvier 1981 (3 ans, 130 jours)                   | Jimmy Carter                                                                                     |
| vacance de 56 jours  | |                                                                          |                                                                                                  |
| 37                   | Angela Marie Buchanan | 17 mars 1981 – 5 juillet 1983 (2 ans, 110 jours)                         | Ronald Reagan                                                                                    |
| vacance de 79 jours  | |                                                                          |                                                                                                  |
| 38                   | Katherine D. Ortega | 22 septembre 1983 – 1er juillet 1989 (5 ans, 282 jours)                  | Ronald Reagan George H. W. Bush                                                                  |
| vacance de 163 jours | |                                                                          |                                                                                                  |
| 39                   | Catalina Vasquez Villalpando | 11 décembre 1989 – 20 janvier 1993 (3 ans, 40 jours)                     | George H. W. Bush                                                                                |
| vacance de 405 jours | |                                                                          |                                                                                                  |
| 40                   | Mary Ellen Withrow | 1er mars 1994 – 20 janvier 2001 (6 ans, 325 jours)                       | Bill Clinton                                                                                     |
| vacance de 208 jours | |                                                                          |                                                                                                  |
| 41                   | Rosario Marin | 16 août 2001 – 30 juin 2003 (1 an, 318 jours)                            | George W. Bush                                                                                   |
| vacance de 569 jours | |                                                                          |                                                                                                  |
| 42                   | Anna Escobedo Cabral | 19 janvier 2005 – 20 janvier 2009 (4 ans, 1 jour)                        | George W. Bush                                                                                   |
| vacance de 198 jours | |                                                                          |                                                                                                  |
| 43                   | Rosa Gumataotao Rios | 6 août 2009 – 8 juillet 2016 (6 ans, 337 jours)                          | Barack Obama                                                                                     |
| vacance de 346 jours | |                                                                          |                                                                                                  |
| 44                   | Jovita Carranza | 19 juin 2017– 14 janvier 2020 (2 ans, 209 jours)                         | Donald Trump                                                                                     |
| vacance de 972 jours | |                                                                          |                                                                                                  |
| 45                   | Lynn Malerba | 12 septembre 2022– 15 novembre 2024 (2 ans, 64 jours)                    | Joe Biden                                                                                        |
|                      | Patricia Collins (intérim) | 16 novembre 2024– 28 mai 2025 (181 jours)                                | Donald Trump                                                                                     |
| 46                   | Brandon Beach (en) | Depuis le 28 mai 2025 (72 jours)                                         | Donald Trump                                                                                     |